# 1er corps de réserve (Empire allemand)
Pour les articles homonymes, voir 1er corps d'armée.
Le 1er corps de réserve est une unité majeure de l'armée allemande pendant la Première Guerre mondiale.

## Histoire

### 1914

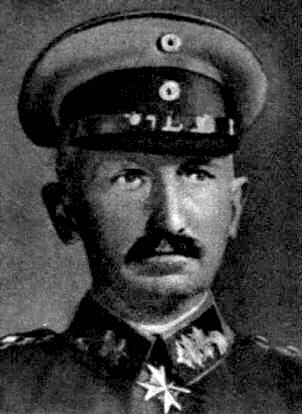
generalleutnant Otto von Below

Le 1er corps de réserve est mobilisé sous le commandement du generalleutnant Otto von Below  au début de la Première Guerre mondiale, le 2 août 1914, et renforce la défense des forces allemandes à la frontière orientale de la Prusse-Orientale. Le chef d'état-major général est le colonel von Posadowsky-Wehner. Le corps d'armée est composée de la 1re division de réserve dirigée par le generalleutnant von Förster et de la 36e division de réserve commandée par le generalleutnant Kruge.
Lors de la bataille de Gumbinnen, le corps tient l'aile droite non attaquée de la 8e armée allemande près d'Angerburg. Le général d'infanterie Hindenburg est nommé à la tête de la 8e armée allemande. Le 1er corps de réserve est regroupé le 23 août avec le 17e corps d'armée vers le sud. Les deux corps exécutent l'encerclement oriental des troupes russes lors de la bataille de Tannenberg. Le 25 août, après une marche d'environ 35 kilomètres, le corps atteint la région de Seeburg, sur le flanc est, la 6e brigade de Landwehr a accompagné l'avancée et atteint Lautern depuis Rastenburg. Le 26 août, le 17e corps d'armée rencontra le 6e corps russe entre Lautern et Groß-Koellen, la 36e division de réserve se heurte simultanément aux troupes russes sur la rive nord du lac Dadey. Sur ordre de Ludendorff, la 1re division de réserve se dirige vers Allenstein pour renforcer le centre allemand (tenu par le 20e corps d'armée). Le 28 août, la 36e division de réserve se trouve à Darethen et la 1re division de réserve atteint Zasdros. Avec la 1re division de Landwehr du général Goltz, la situation est stabilisée à Hohenstein et le 20e corps d'armée, acculé, est déchargé. L'encerclement de la 2e armée russe est achevé avec succès le 31 août.

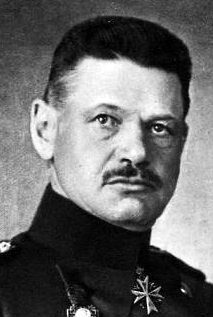
Curt von Morgen

Le 8 novembre 1914, le Generalleutnant Morgen prend la tête du corps d'armée, et le 11 novembre 1914, la 9e armée allemande, lance son offensive sur Lodz. L'aile gauche de Mackensen -  le 1er et le 25e corps de réserve - se trouvent alors sur la Vistule et progressent vers le sud depuis la région de Thorn en direction de Kutno. À partir de la mi-novembre 1914, le corps d'armée fait ses preuves entre la Vistule et Lowicz et, à la fin de l'année, dans la guerre des tranchées sur la Rawka et sur la Bzura. Lors de la bataille de Humin, des gaz toxiques sont utilisés à titre expérimental près de Bolimów fin janvier. Des balles remplies de bromure de xylyle sont utilisées pour la première fois. 18.000 obus à gaz ont été préparés, mais leur effet est pratiquement annulé par le froid.

### 1915
À partir de février 1915, le corps combat dans la formation du groupe d'armées "Gallwitz" lors de la première bataille de Przasnysz. Les 1er et 36e divisions de réserve sont détachées du front de Rawka et regroupées à Willenberg afin d'avancer vers la Narewen s'appuyant sur la droite du corps Zastrow. Au nord de Lomscha, la 3e division de réserve est également impliquée dans de violents combats à partir du 21 février. Przasnysz est brièvement pris par les troupes du général von Morgen, mais doit être évacué le 28 février après trois jours de combats contre trois corps russes. Le 9 mars, les Allemands renforcés attaquent à nouveau dans le même secteur, mais en vain. Jusqu'au 16 mars 1915, la 36e division de réserve doit se replier sur la ligne au sud de Mława-Chorzele, perdant douze canons devant la supériorité russe. Fin mars 1915, la 2e division d'infanterie et la 75e division de réserve doivent être amenées pour stabiliser le front allemand.
Début mai 1915, le 1er corps de réserve est transféré au groupe d'armées Lauenstein en Courlande, et le 21 juillet réussit à prendre Schaulen et le 25 juillet Poniewiesch. Après avoir combattu dans la région de Kupischki, le corps atteint le secteur de Njemenek à la mi-août et la Dvina début septembre. Avec la 88e division d'infanterie et la "division Beckmann" combinée, une avancée infructueuse vers Dünaburg est lancée à la mi-septembre 1915. Pour protéger Riga, menacée, la 12e armée russe est considérablement renforcée et le front se fige sur la ligne de la Düna.

### 1916
Au printemps 1916, le "groupe Morgen" reste dans la section de la 8e armée en guerre de tranchées sur la Düna, la 76e division de réserve en face à Lennewaden, la 1re division de réserve devant Jakobstadt et la 36e division de réserve devant Friedrichstadt.
En septembre 1916, le corps est transféré sur le théâtre de guerre roumain et soutient la 1re armée autrichienne sous le général von Arz dans le haut Maros et dans la défense des monts Fogaras. Les 115e et 301e divisions d'infanterie combattent avec succès du 7 au 9 octobre avec le groupe "Staabs" avec succès lors de la bataille de Kronstadt. Fin novembre, la 12e division d'infanterie bavaroise occupe Campulung et, en passant par Targoviste, atteint le 6 décembre la région pétrolière de Ploesti avec le 39e corps de réserve (de), placé plus à l'est.

### 1917
Après la bataille de la Putna en janvier 1917, le 1er corps de Réserve, placé au centre de la 9e armée, se voit attribuer la 89e et la 12e division d'infanterie bavaroise dans la direction d'Odubesti-Patesti, tandis que les 216e et 301e divisions d'infanterie sont dirigées vers Focșani. Lors la bataille de Mărăşeşti (du 6 août au 3 septembre 1917), le 18e corps de réserve avec la 217e division d'infanterie est engagé à l'aile gauche, tandis que le Corps "Morgen" attaque à l'aile droite. Après la fin de la guerre en Roumanie, le commandement du corps d'armée est transféré sur le front occidental.

### 1918
En juillet 1918, le corps d'armée est rattaché à la 18e armée allemande, harcelée par les contre-attaques françaises sur le secteur du Matz. Après le début des combats de retraite sur le front occidental le 8 août, l'unité a sous ses ordres la 206e division d'infanterie et la 75e division de réserve. En septembre 1918, le corps libéré est déployé sous la direction du commandant nouvellement nommé, le général Wellmann, dans la section de la 3e armée allemande dans la région à l'ouest de Grandpré et doit battre en retraite après l'offensive Meuse-Argonne fin septembre 1918.

## Formation

### Structure de guerre le 17 août 1914
- 1re division de réserve
- 36e division de réserve
- Troupes du Corps :

1er détachement téléphonique de réserve
Colonnes de munitions
Trains

### Structure de guerre le 30 octobre 1918
- 202e division d'infanterie
- 14e division de réserve
- 203e division d'infanterie
- 195e division d'infanterie
- 76e division de réserve

## Général commandant
| Grade           | Nom              | Date                            |
| --------------- | ---------------- | ------------------------------- |
| Generalleutnant | Otto von Below   | 2 août au 7 novembre 1914       |
| Generalleutnant | Curt von Morgen  | 8 novembre 1914 au 23 août 1918 |
| Generalleutnant | Richard Wellmann | 24 août 1918 au 19 janvier 1919 |